# كينان بورتون
كينان بورتون (بالإنجليزية: Keenan Burton)‏ هو لاعب كرة قدم أمريكية أمريكي، ولد في 29 أكتوبر 1984 في لويفيل في الولايات المتحدة.

## وصلات خارجية
- كينان بورتون على موقع مرجع كرة القدم المحترفة.كوم (الإنجليزية)